# Quercus undulata
Quercus undulata är en bokväxtart som beskrevs av John Torrey. Quercus undulata ingår i släktet ekar, och familjen bokväxter. Inga underarter finns listade i Catalogue of Life.